# أشورستان
آشورستان أو Ašuristan (Asōrestān) هو إقليم في مملكة أشور التي كانت تحت حكم الإمبراطورية الساسانية.(226-637م.). وتتزامن مع إقليم بابل الذي كان تحت حكم الإمبراطورية الفارسية.
وكان هذا الإقليم يمتد من مدينة الموصل إلى حدياب.
وبينما كانت الديانة الرسمية للإمبراطورية الساسنية بالكامل هي الديانة الزرادشتية، كانت ديانة الأشوريين آشور-آشورستان من القرن الأول والثاني فصاعدا كانت الكنيسة الشرقية المسيحية على الرغم من أن بعضهم كان لايزال على ديانة بلاد الرافدين القديمة، وبالنسبة لآشور كان لازال يُعبد في مدينته الرئيسية على الأقل حتى أواخر القرن الثالث أو بداية القرن الرابع. ازدهرت الديانة اليهودية أيضًا في آشورستان، وأنتجت بعض أهم أعمالها هناك. وكان الآشوريين هم سكان البلد الأصليون وكان عددهم يتخطى عدد الفارسيين في مقاطعة آشورستان. وكانت اللغة الأساسية التي يتحدثون بها هي لغة بلاد الرافدين اللغة الآرامية بالشرق الأوسط، وأصبحت اللهجة السريانية وسيلة هامة لنشر المسيحية.
كان سكانها يعملون في الزراعة عموما أو كتجار وبائعين. وكانت مدينة قطيسفون هي عاصمة لكل من الإمبراطورية الفارسية والإمبراطورية الساسنية، وكانت في ذلك الوقت أكبر مدينة في العالم.

## إسهامات ثقافية فريدة
قدم الإقليم الساساني، التابع لأشورستان، إسهامات ثقافية فريدة من نوعها للعالم (واستُخدمت في جميع هذه الإسهامات مجموعة متنوعة من لغة بلاد الرافدين اللغة الآرامية بالشرق الأوسط في كتبهم المقدسة الأصلية):
- حيث كانت مركزًا للكنيسة الشرقية، التي كانت في هذا الوقت أكبر كنيسة مسيحية في العالم، ويرجع الفضل في ذلك بشكل جزئي للمساحات الواسعة التي كانت تغطيها الإمبراطورية الساسانية. والتي وصلت إلى آسيا الوسطى والصين والهند. ويبدو أنها تأثرت بمؤسسيها القديس توما (مرقس توما) Mar Toma والقديس ثاديوس (مرقس آديا) Thaddeus وكانت تستخدم النسخة السريانية من اللغة الآرامنية في كتبها المقدسة. ويعتبر القربان المقدس لأدي وماريا أحد أهم الكتب الدينية لدى الكنيسة الشرقية وهو أحد أنافورا (طقس ديني) في الديانة المسيحية الذي أُلف تقريبا في عام 200 بعد الميلاد تقريبًا. وخضعت الكنيسة الشرقية لعملية اندماج وتوسع في عام 410 أثناء انعقاد مجلس سلوقية والمدائن في العاصمة الساسانية (في آشورستان). وظلت سلوقية والمدائن موقع بطريرك الكنيسة الشرقية لما يزيد عن 600 عام. (وكان أحيانا يُشار إلى الكنيسة الشرقية بالخطأ على أنها نسطورية على الرغم من أن نسبة من الساميين الذين تبعوا نسطور في الفترة ما بين 386 إلى 451 انتقلوا فقط من الإمبراطورية الرومانية إلى الإمبراطورية الفارسية في القرن الخامس بعد الانشقاق الديني النسطوري.)
- الديانة المانوية (أسسها ماني، ما بين عام 216-276) وهي ظاهرة أشورستانية أخرى تأسست في القرت الثالث الآشورستاني، بعد فترة قصيرة من تأسيس الكنيسة الشرقية وانتشرت عبر مساحات جغرافية واسعة. وفي بعض الأحيان تفوقت الديانة المانوية على الكنيسة الشرقية في امتدادها حيث إنها انتشرت على نطاق واسع لفترة ما في الإمبراطورية الرومانية. وفي حين أنه لم تتبق أيٌ من الكتب الدينية السرياينة الستة للديانة المانوية في مجملها، إلا أن جزءًا سريانيًا كبيرا من أحد أعمالها، الذي يوضح بالتفصيل المعتقدات الأساسية، احتفظ به ثيودور بار كوناي (Theodore Bar Konai) (مؤلف تابع للكنيسة الشرقية من بيث جارميا) في كتابه «كيتبا ديسكوليون (Ketba Deskolion)» الذي كُتب تقريبا في عام 792. وعلى غرار الكنيسة الشرقية كان المركز التقليدي للكنيسة المانوية في سلوقية والمدائن (وكان أبو هلال الديهوري يجلس هناك كرئيس لها في أواخر القرن الثامن)[5]
- كانت مملكة آشور الساسانية مركزا للديانة اليهودية في العالم منذ بداية الإمبراطورية الساسانية وحتى القرن الحادي عشر. حيث كُتب الكتاب الأساسي الذي يُعرّف الديانة اليهودية التلمود البابلي باللغة الآرامية البابلية اليهودية في آشورستان ما بين القرنين الثالث والخامس. وتأسست كافة المجمعات التلمودية البابلية تقريبًا في سلوقية والمدائن. حيث تأسس أول مجمع تلمودي في سور بواسطة راف (175-247) في عام 220 تقريبًا. وكان راف أحد أهم معلمي التلمود المؤثرين (270-350) والذي تأثر بالمجادلة المانوية واللاهوت الزَرَادشتيّ، والذي درس في مجمع تلمودي آخر في بومبيديتا.

نشأت *الديانة المندائية، طبقا لتقاليدهم يعتقدون أنهم الأتباع الأصليون يوحنا المعمدان والذين يُعتبر أنهم المجموعة الغنوصية الوحيدة المتبقية في العالم، نشأت أيضًا في أشور في هذا الوقت (أو قبل ذلك بقليل ربما أثناء الفارسية التي حكمت آشور). وكانت لغتهم وكتاباتهم بالمندائية وهي أحد أشكال اللغة الآرامية (والمرتبطة بشدة باللغة الآرامية التي كُتب بها التلمود البابلي). ويعتبر كتابا جينزا راب والكتاب المندائي لجون اثنين من الكتب الرئيسية التي كتبت في القرنين الثاني والثالث (الذين حافظا على التقاليد الأصلية ليوحنا المعمدان).
وقد تعرف شابور تي (Shapur I) (215-272) الملك الثاني للإمبراطورية الساسانية، شخصيًّا كلاً من ماني (216-276) مؤسس الديانة المانوية وصمويل Samuel of Nehardea (165-257) أحد أشهر المساهمين في التلمود البابلي (رئيس مجمع نيهارديا). وقد أهدى ماني كتابه شابورجان، الوحيد الذي كُتب بالفارسية الوسطى، إلى شابور الأول والذي ذُكر عدة مرات في التلمود البابلي باسم «الملك شابور».
وبغض النظر عن الكتابات الأصلية لهذه المجموعات التي لازالت موجودة إلى الوقت الحاضر، يمكن العثور على نماذج أثرية لهذه اللغات المانوية الثلاثة ومخطوطاتها المنتشرة في بلاد الرافدين في مجموعات مكونة من آلاف الآواني الشيطانية الفخارية الأرمينية وأداوت من صنع الإنسان يرجع تاريخها إلى الحقبة الآشورية. بينما احتفظت المخطوطات الآرامية اليهودية «بالمربع» الأصلي أو القالب «الثابت» للحروف الأبجدية للغة الأرمينية المستخدمة في الأرمينية الملكية («والحروف الأبجدية الآشورية»)، تطورت الحروف الأبجدية السريانية والحروف الأبجدية المانوية عندما بدأت تظهر الأساليب المتصلة للغة الآرامية. وكذلك تطورت الكتابة المندائية نفسها من الكتابة الفارسية المفخمة.

## التاريخ الحديث
بعد عام 640 استولى العرب على المنطقة فيما يعرف بالفتح الإسلامي وتحولت أعداد هائلة من الآشوريين إلى أقلية في المنطقة التي شهدت تدفق كبير من العرب والأكراد وفيما بعد الشعوب التركية. وأصبحت هذه المنطقة عاصمة الخلافة العباسية ومركزًا للالحضارة الإسلامية على مدار خمسمائة عام من القرن الثامن وحتى القرن الثالث عشر. ومع ذلك ظلت الثقافة المسيحية واللغة الآرامية الشرقية واستمرت هوية الأشوريين وبلاد الرافدين بين عدد كبير من الآشوريين (ومن المحتمل أنهم ظلوا يشكلون غالبية السكان في القرن الحادي عشر) وظلوا جزءًا هامًا من السكان حتى تعرضوا لمذابح جماعية على أيدي المغول في القرن الثالث والرابع عشر. وظل الوجود الآشوري في المنطقة حتى يومنا هذا من خلال وجود عدد من المدن والقرى والمستوطنات الآشورية، وظل السكان الآشورين في المدن المجاورة مثل الموصل وكركوك وأربيل ودهوك وآماديا.

## وصلات خارجية
- authorid=90 The Shahr (province) of Asuristan